# Flik 6
A Flik 6 (magyarul: 6. repülőszázad) az osztrák-magyar légierő egyik repülőszázada volt amelyet 1914-ben állítottak fel.

## Története
A századot még a háború kitörése előtt, az elsők között alapították. Állomáshelye nem ismert. Néhány repülőszázad, köztük a 6. is már napokkal a hadüzenet megküldése előtt elindultak a szerb-montenegrói front felé. A század ászpilótái összesen 14 igazolt légi győzelmet szereztek.
A háború (amely a repülőgépállomány szinte teljes elveszítésével járt) után, a békeszerződések következtében a légierő mint fegyvernem megszűnt a Monarchia területén, ennek következtében az összes repülőszázadot feloszlatták. 

### Parancsnokok
| A század parancsnokai     |
| ------------------------- |
| Oscar Zeidner százados    |
| Wilhelm Dvorzsák százados |
| Gálffy Béla százados      |
| Bendik József százados    |

### Ászpilóták
A század három ászpilótája közül kettő magyar nemzetiségű volt.
| Név           | A században szerzett légi győzelem |
| ------------- | ---------------------------------- |
| Julius Arigi  | 9                                  |
| Lasi János    | 5                                  |
| Macourek Béla | 2                                  |
| Összesen:     | 16 igazolt légi győzelem           |

### Repülőgépek
A század pilótái a következő típusokat repülték:
- Aviatik D.I
- Hansa-Brandenburg C.I

## Lásd még
- Első világháború
- Császári és Királyi Légierő